# Libytheana
Libytheana is een geslacht van vlinders uit de familie van de Nymphalidae, onderfamilie Libytheinae. 
Libythea werd voor het eerst wetenschappelijk beschreven door Michener in 1943.

## Soorten
Het geslacht Libytheana omvat de volgende soorten:
- Libytheana carinenta (Cramer, 1777)
- Libytheana terena (Godart, 1819)
- Libytheana motya (Hübner, 1823)
- Libytheana fulvescens (Lathy, 1904)